# Bahía Bodega

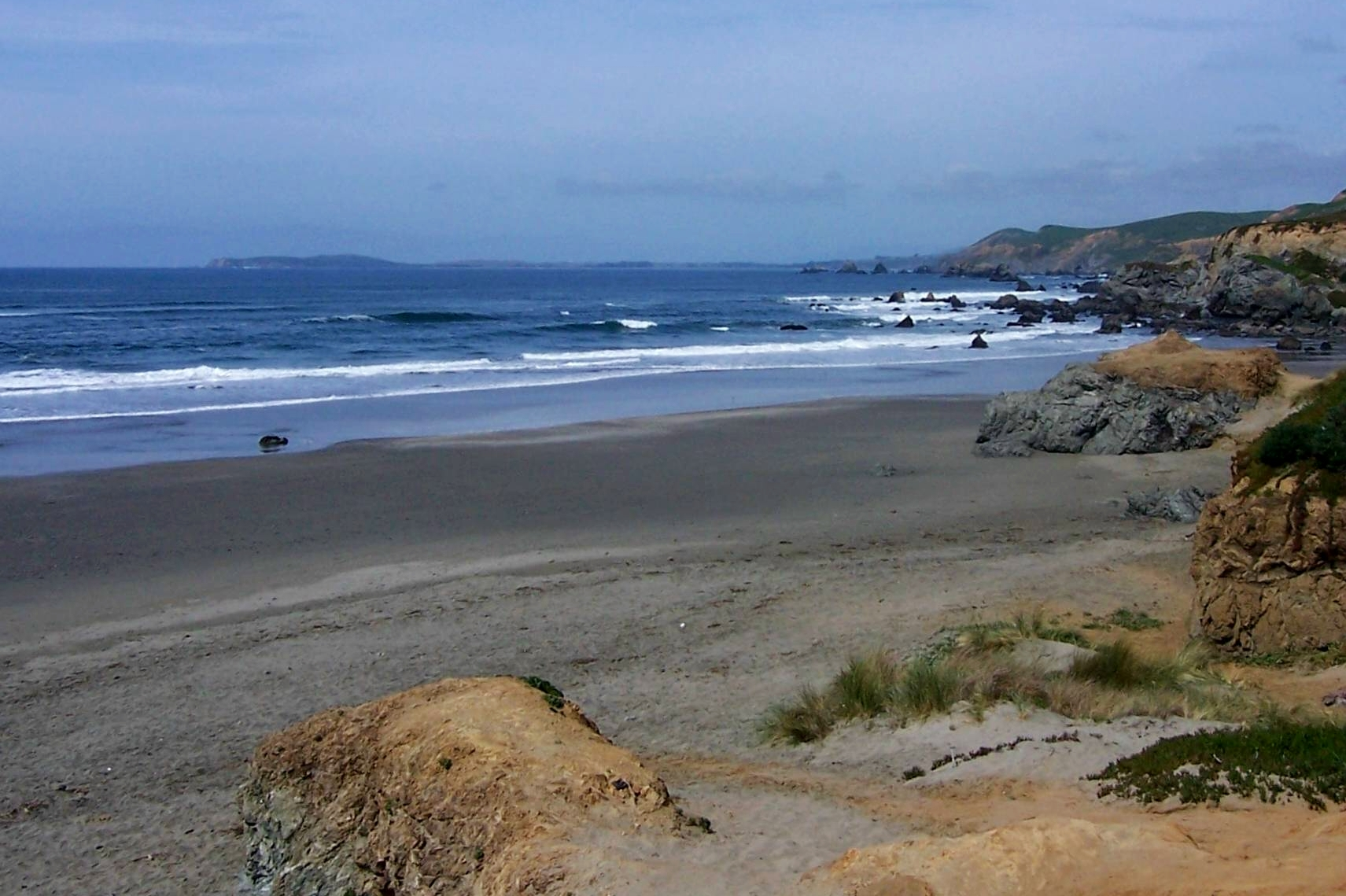
Bahía Bodega vista desde la playa Dillon

La bahía [de] Bodega (del inglés: Bodega Bay) es un entrante marino poco profundo y rocoso del océano Pacífico en la costa del norte de California, en los Estados Unidos. Tiene aproximadamente 8 km de ancho y está a unos 60 km al noroeste de San Francisco y 32 km al oeste de Santa Rosa. La bahía marca la frontera entre el condado de Sonoma, en el norte, y el condado de Marin, al sur.
La bahía está protegida del Pacífico, en su extremo norte, por la península de Bodega, que alberga el pequeño puerto de Bodega (Bodega Harbor), que está separado de la bahía principal por un espigón. La falla de San Andrés corre paralela a la costa y divide la península de Bodega, que se encuentra en la placa del Pacífico; la ciudad está en la placa Norteamericana. El pueblo de Bodega Bay se encuentra en el lado este del puerto de Bodega. La bahía conecta en su extremo sur con la boca de la bahía de Tomales, que se abre hacia el sureste.
Las corrientes de agua que desembocan en la bahía de Bodega incluyen el estero de San Antonio y el estero Americano. Las principales playas accesibles en la bahía están en el Parque Regional Doran (en el espigon) y Pinnacle Gulch Archivado el 27 de septiembre de 2011 en Wayback Machine.. Aparte del puerto, toda la bahía de Bodega se encuentra dentro de los límites del Santuario Nacional Marino del Golfo de los Farallones (Gulf of the Farallones National Marine Sanctuary).

## Historia
El pueblo nativo de los miwok de la costa vivió en las orillas de la bahía de Bodega, y están documentados los nombres de las aldeas Helapattai, Hime-takala, Ho-takala, and Tokau. También se especula que bahía Bodega pudo haber sido la Nueva Albion de Sir Francis Drake, el lugar en el que desembarcó en la costa de California.
La actual bahía de Bodega fue cartografiada por primera vez en 1775 por el explorador español al servicio de la Armada Española Juan Francisco de la Bodega y Quadra, pero la bahía que fue bautizada originalmente en su honor no era la hoy bahía Bodega, sino la próxima bahía de Tomales. Su barco, el Sonora, ancló al abrigo de punta Tomales el 3 de octubre de 1775, saliendo al día siguiente. Bodega y Quadra llamó a la bahía de Tomales como Puerto de la Bodega. «No hay ninguna evidencia en el diario o en las cartas que Bodega y Quadra haya visto la entrada del [actual] puerto Bodega o sabido del lagoon hacia el norte». Bodega y Quadra planeaba regresar, pero no fue capaz de hacerlo. Más tarde, como comandante de la base naval de San Blas, en la Nueva España, Bodega y Quadra envió expediciones a bahía de Bodega con la intención de establecer una colonia y una misión allí. Se decidió, sin embargo, que la ubicación no era ideal. «Con el fracaso del asentamiento de Bodega, los españoles dejaron el campo libre para la ocupación rusa».
Los rusos llegaron por primera vez en 1809, cuando el consejero de comercio Ivan Alexandrovich Kuskov, de la Compañía Ruso-americana, navegando en el Kodiak, entró en la bahía el 8 de enero de 1809. Instruido por Alexander Baranov, gerente general de la compañía, para que dejase «signos secretos» (placas de posesión), Kuskov enterró varias placas en puerto Trinidad, punta de Bodega (o punta de Tomales) y en la costa norte de la bahía de San Francisco, indicando la intención de la Compañía de reclamar esta sección del norte de California para Rusia. Se levantaron construcciones provisionales para alojar al complemento del Kodiak de 190 tripulantes (130 hombres nativos de Alaska, 20 mujeres nativas, y 40 rusos). El Kodiak se mantuvo en la bahía de Bodega hasta octubre de 1809, cuando regresó a Alaska con más de 2.000 pieles de nutria marina. Kuskov volvió a Nuevo Arcángel, Alaska, informando de la existencia de abundantes mamíferos de piel, pescado, madera y tierras cultivables. Baranov decidió que Kuskov regresase y estableciese un asentamiento permanente en la zona que le sirviese como lugar de abastecimiento continuado para las colonias del norte, debiendo de establecer zonas de cultivo y ganadería. En 1811 Kuskov regresó, esta vez a bordo del Chirikov, pero encontró pocas nutrias en la bahía de Bodega (sólo consiguió 1.160 pieles). Tres barcos estadounidenses estaban también operando en la zona desde una base en la bahía Drakes, enviando cazadores a la bahía de San Francisco y las bahías de los alrededores. Kuskov zarpó en el bergantín Chirikov de regreso al actual puerto de Bodega en marzo de 1812, y «puesto que el fondeadero Bodega y el puerto de Bodega no habían sido reclamados ni llamados por los españoles» Kuskov lo nombró Rumyantzev, en honor del ministro de Comercio ruso, el conde Nikolai Petrovich Rumiantzof. Zaliv Rumiantsev (bahía de Rumiantsev) aparece en las primeras cartas rusas de la bahía de Bodega (1817-19) identificando la bahía con el actual puerto de Bodega. La punta de Bodega fue nombrada Mouis Rumiantsev (punta de Rumiantsev), mientras que la punta Tomales fue nombrada Point Great Bodega y la bahía de Tomales como Great Bodega Bay, más o menos conforme a la denominación original de Bodega y Quadra.
A su regreso Kuskov encontró escasas nutrias marinas en la bahía de Bodega, ya que el puerto había sido frecuentado por numerosas expediciones de caza estadounidenses e inglesas. Después de explorar la zona, terminó seleccionando un lugar a unos 24 km al norte que los nativos pomo kashaya llamaban Mad shui nui o Metini. Metini, la zona de temporada de esos nativos, tenía un fondeadero modesto y abundantes recursos naturales y se convertiría en la colonia rusa de Fort Ross. En 1817 la nutria marina en la zona había sido casi extinguida por la caza indiscriminada internacional. Zaliv Rumiantsev continuó siendo el principal puerto de la colonia rusa hasta enero de 1842, y las primeras estructuras europeas construidas en la bahía de Bodega Bay fueron el muelle, el almacén y los barracones de la Compañía Ruso-americana. La bahía de Bodega se mantuvo como un puerto activo para la madera de embalaje hasta la década de 1870, cuando se construyó la línea del Ferrocarril Costa del Pacífico Norte (North Pacific Coast Railroad) sin pasar por la costa a favor de una ruta más hacia el interior.
Pacific Gas & Electric planeó construir la primera planta de energía nuclear comercialmente viable de los EE. UU. en la bahía de Bodega. La propuesta fue muy polémica y el conflicto con los ciudadanos locales se inició en 1958. En 1963 hubo una gran manifestación en el lugar propuesto para construir la planta. El conflicto terminó en 1964, con el abandono forzado de los planes para la planta de energía.

## Curiosidades
La bahía de Bodega fue el escenario para la película de 1963 Los pájaros, dirigida por Alfred Hitchcock y protagonizada por Rod Taylor, Tippi Hedren y Suzanne Pleshette.